# Impatiens mannii
Impatiens mannii är en balsaminväxtart som beskrevs av Joseph Dalton Hooker. Impatiens mannii ingår i släktet balsaminer, och familjen balsaminväxter. Inga underarter finns listade i Catalogue of Life.